# Faustine Merret
Faustine Merret (ur. 13 marca 1978 w Breście) – francuska żeglarka sportowa specjalizująca się w windsurfingu.
Żeglarstwo zaczęła uprawiać w wieku 9 lat. W wieku 13 lat rozpoczęła występy w wyścigach. Zna język angielski, francuski i rosyjski. W międzynarodowych zawodach zadebiutowała w 1996 roku. Jej trenerem jest Pascal Chaullet.
W 1998 zajęła trzecie miejsce na mistrzostwach świata. Rok później na tej samej imprezie była druga, a w 2000 ponownie trzecia. W 2001 znowu wywalczyła srebrny medal, a w latach 2002-2004 i 2006 plasowała się na trzecich pozycjach, natomiast w 2008 kolejny raz była druga.
W 2003 była druga na mistrzostwach Europy, a rok później wywalczyła brązowy medal. W 2008 powtórzyła ten wynik.
Na igrzyskach w 2004 zdobyła złoty medal w zawodach windsurfingowych kobiet. Wzięła też udział w następnych igrzyskach w tej samej kategorii, kończąc zawody na 11. pozycji. Jest jednym z dwóch medalistów olimpijskich reprezentujących klub Crocodiles de l'Elorn (drugim jest Franck David, który zdobył medal w 1992).
W 2004 została kawalerem Legii Honorowej.
Poza żeglarstwem uprawia triathlon.